# Anischiinae
Anischiinae (лат.) — подсемейство жуков из семейства древоедов. Подсемейство представлено единственным современным родом Anischia. В ископаемом состоянии известен род †Rheanischia из раннего мела Китая (Huangbanjigou, Chaomidian Village, Барремский ярус, Yixian Formation).

## Распространение
Встречаются в тропиках: Неотропика, Новая Гвинея, Австралия, Новая Каледония.

## Описание
Изображение. Мелкие жуки длинойот 1,7 до 3,2 мм. Усики 11-члениковые с 2, 3, 4 или 5-члениковой булавой.

## Систематика
Род Anischia относили к разным семействам жуков (Eucnemidae, Anischiidae, Cerophytidae, Elateridae). Anischia также известен под синонимом Afranischia Basilewsky, 1955.

### Anischia
- Anischia bicolor Lawrence, 2007 — Новая Каледония[3]
- Anischia boliviana Fleutiaux, 1896 — Боливия, Бразилия — номинативный вид
- Anischia germaini Fleutiaux, 1896 — Боливия
- Anischia kuscheli Lawrence, 2007 — Новая Каледония[3]
- Anischia mexicana Fleutiaux, 1896 — Мексика, Гватемала, Panama
- Anischia monteithi Lawrence, 2007 — Австралия[3]
- Anischia ruandana (Basilewsky, 1955) — Центральная Африка
- Anischia stupenda Fleutiaux — Австралия, Новая Каледония

### †Rheanischia
- †Rheanischia brevicornis Li et al. 2021 — Китай[1]